# Бартодзєє (Пултуський повіт)
Бартодзєє (пол. Bartodzieje) — село в Польщі, у гміні Обрите Пултуського повіту Мазовецького воєводства.
Населення — 227 осіб (2011).
У 1975-1998 роках село належало до Остроленцького воєводства.

## Демографія
Демографічна структура станом на 31 березня 2011 року:
|          | Загалом | Допрацездатний вік | Працездатний вік | Постпрацездатний вік |
| -------- | ------- | ------------------ | ---------------- | -------------------- |
| Чоловіки | 110     | 19                 | 77               | 14                   |
| Жінки    | 117     | 28                 | 60               | 29                   |
| Разом    | 227     | 47                 | 137              | 43                   |